# Machaerirhynchus
Machaerirhynchus là một chi chim trong họ Machaerirhynchidae.
Chi này phân bố tại New Guinea và miền bắc Queensland. Jønsson et al. (2016) cho rằng nó là nhóm chị-em với các loài nhạn rừng và chim đồ tể (họ Artamidae).

## Các loài
Hai loài có tên gọi trong tiếng Anh là boatbill (mỏ thuyền). 
- Machaerirhynchus flaviventer: Mỏ thuyền ngực vàng. Queensland.
- Machaerirhynchus nigripectus: Mỏ thuyền ngực đen. New Guinea.